# Деас, Малькольм
Малькольм Деас (англ. Malcolm Deas, 24 апреля 1941, Чарминстер, Дорсет — 29 июля 2023) — британский историк, специализировался на изучении Латинской Америки в целом и Колумбии в частности. Он изучал современную историю в Новом колледже в Оксфорде, а затем учился в Колледже Всех Душ и Колледже Святого Антония. Он преподавал в Оксфордском университете почти пять десятилетий, пока не вышел на пенсию в 2008 году. Он был одной из ключевых фигур в Латиноамериканском центре в Оксфорде, основанном сэром Реймондом Карром в 1960-х годах.
Деас считался пионером колумбийской историографии не только на Глобальном Севере, но даже в самой Колумбии. Он много публиковался по истории страны как в научных журналах, так и в популярных изданиях, таких как The New Statesman, The Listener, The Spectator, The London Review of Books и The Times. В начале 1990-х он был советником президента Сесара Гавириа; его работа там принесла ему Крест Бояки от Колумбии и орден Британской империи. Он также был членом Ордена Андреса Белло (Венесуэла) и Ордена Мерито (Эквадор) и получил степень почётного доктора Андского университета в Боготе. В 2008 году он стал гражданином Колумбии. По этому поводу колумбийский экономист Сантьяго Монтенегро Трухильо назвал Деаса «прославленным колумбийцем».